# Ayrshire (Iowa)
Ayrshire es una ciudad situada en el condado de Palo Alto, en el estado de Iowa, Estados Unidos. Según el censo de 2000 tenía una población de 202 habitantes.

## Geografía
Según la Oficina del Censo de los Estados Unidos, la localidad tiene un área total de 0,54 km², la totalidad de los cuales corresponden a tierra firme.

## Demografía
Según el censo de 2000, había 202 personas, 89 hogares y 55 familias residiendo en la localidad. La densidad de población era de 374,76 hab./km². Había 98 viviendas con una densidad media de 180,2 viviendas/km². El 100,0% de los habitantes eran blancos. 
Según el censo, de los 89 hogares, en el 25,8% había menores de 18 años, el 53,9% pertenecía a parejas casadas, el 7,9% tenía a una mujer como cabeza de familia, y el 38,2% no eran familias. El 34,8% de los hogares estaba compuesto por un único individuo, y el 18,0% pertenecía a alguien mayor de 65 años viviendo solo. El tamaño promedio de los hogares era de 2,27 personas, y el de las familias de 2,96.
La población estaba distribuida en un 26,2% de habitantes menores de 18 años, un 5,0% entre 18 y 24 años, un 21,8% de 25 a 44, un 26,2% de 45 a 64, y un 20,8% de 65 años o mayores. La media de edad era 43 años. Por cada 100 mujeres había 87,0 hombres. Por cada 100 mujeres de 18 años o más, había 91,0 hombres.
Los ingresos medios por hogar en la localidad eran de 27.500 dólares ($), y los ingresos medios por familia eran 30.893 $. Los hombres tenían unos ingresos medios de 26.750 $ frente a los 15.000 $ para las mujeres. La renta per cápita para la ciudad era de 13.371 $. El 4,8% de la población estaba por debajo del umbral de pobreza. El 7,1% de los habitantes de 65 años o más vivían por debajo del umbral de pobreza.